# Keude Aceh (Banda Sakti)
Keude Aceh is een bestuurslaag in het regentschap Lhokseumawe van de provincie Atjeh, Indonesië. Keude Aceh telt 2414 inwoners (volkstelling 2010).